# Måns Månsson
Måns Månsson, född 9 januari 1982 i Stockholm, är en svensk filmregissör och fotograf. 
Månsson är utbildad vid Kungliga Konsthögskolan.
Hans filmer ligger i en tradition av cinéma vérité och "fluga-på-väggen-dokumentärer" med poetiska inslag. Filmerna Kinchen och H:r Landshövding nominerades båda till Guldbaggen för Bästa dokumentärfilm.
Han har tidigare varit fjärdemålvakt i Djurgårdens IF Fotboll samt spelat i det kongolesiska laget Kin City FC.

## Filmografi

### Regi
- Clyde (2001) - kortfilm
- Stockholm Street (2003) – kortfilm
- Kinchen (2005) – kortfilm
- H:r Landshövding (2008)
- Hassel – Privatspanarna (2012)
- Stranded in Canton (2015)
- Yarden (2016)
- Toppen av ingenting (2018)
- Estonia (2023) – TV-serie

### Foto
- Mathias Lithner (2006) - kortfilm
- A Good Friend of Mr. World (2009) – kortfilm
- Avalon (2011)
- Flugparken (2014)